# Герб Ютазинского района
Герб Ютазинского муниципального района Республики Татарстан Российской Федерации — опознавательно-правовой знак, служащий официальным символом муниципального образования.
Герб утверждён Решением Ютазинского районного Совета народных депутатов 18 мая 2005 года.
Герб внесён в Государственный геральдический регистр Российской Федерации под регистрационном номером 1955 и в Государственный геральдический реестр Республики Татарстан под № 22.

## Описание герба
«В зелёном поле серебряный жаворонок с распростёртыми крыльями, сидящий на выходящей фигуре в виде лазоревого узорного купола, окаймлённого серебром и обременённого также выходящим золотым солнцем (без изображения лица)».

## Символика герба
Герб языком символов и аллегорий отражает географические и экономические особенности Ютазинского района.
Главная фигура герба — жаворонок, в геральдике символ рассвета, пробуждения, красоты; показывает местоположение района на юго-востоке Республики Татарстан. Жители района первыми встречают восход солнца. Также жаворонок символизирует лучшие качества местных жителей — трудолюбие и упорство в достижении поставленной цели, скромность — его мелодичное звонкое пение слышно на всю округу — а самого не видно в небесной выси.
Символика восходящего солнца в гербе района многозначна:
Золотое солнце — символ жизни, энергии и тепла; также солнце усиливает символику жаворонка, показывая местонахождение района на юго-востоке республики.
Узорный купол напоминает национальные татарские орнаменты и, таким образом, подчёркивает любовь и уважение жителей района к своим местным традициям.
Золото в геральдике символ богатства, интеллекта, уважения, постоянства.
Серебро символизирует совершенство, благородство, взаимопонимание.
Зелёный цвет — символ надежды, природы, здоровья, жизненного роста.
Лазурь (синий, голубой) цвет — символ истины, чести и добродетели.

## История герба
Герб разработан авторской группой Геральдического совета при Президенте Республики Татарстан совместно с Союзом геральдистов России в составе:
Рамиль Хайрутдинов, Радик Салихов (Казань), Константин Мочёнов (Химки), Кирилл Переходенко (Конаково), Оксана Афанасьева (Москва); Раис Яппаров (Уруссу), Зиннур Садриев (Уруссу), Рамзия Хакимова (Ютаза).